# Le Dourn
Le Dourn é uma comuna francesa na região administrativa da Occitânia, no departamento de Tarn. Estende-se por uma área de 9.32 km², e possui 112 habitantes, segundo o censo de 2018, com uma densidade de 12 hab/km².